# Jurij Artiuchin
Jurij Pietrowicz Artiuchin , ros. Юрий Петрович Артюхин (ur. 22 czerwca 1930 w Pierszutinie, obwód moskiewski), zm. 4 sierpnia 1998 w Gwiezdnym Miasteczku) – pułkownik lotnictwa, kosmonauta radziecki, Lotnik Kosmonauta ZSRR.

## Wykształcenie i służba wojskowa
W 1948 ukończył 10-klasową szkołę kolejową w mieście Klin, a w 1950 został absolwentem wojskowej szkoły służb specjalnych o profilu techniczno-lotniczym. Otrzymał kwalifikacje technika w zakresie specjalnego wyposażenia samolotów, po czym w latach 1951–1952 był technikiem w różnych jednostkach wojskowych 45 Armii Powietrznej Zabajkalskiego Okręgu Wojskowego.
W 1958 ukończył Wojskową Akademię Inżynieryjno-Lotniczą im. N. Żukowskiego (ВВИА). Po jej ukończeniu (do momentu przyjęcia do oddziału kosmonautów), na różnych stanowiskach, kontynuował służbę na uczelni. W 1980 otrzymał stopień kandydata nauk technicznych po obronie pracy poświęconej wywiadowi kosmicznemu. 3 marca 1988 – z uwagi na wiek – opuścił wojsko i został przeniesiony do rezerwy.

## Kariera kosmonauty i służba w Centrum Wyszkolenia Kosmonautów
- 10 stycznia 1963 – został przyjęty do oddziału kosmonautów radzieckich (grupa WWS 2). Był jednym z 15 pilotów wojskowych jacy znaleźli się w tej grupie.
- 1963-1965 – przeszedł ogólne przeszkolenie dla kosmonautów. Zapoznał się z konstrukcją statków kosmicznych typu Wostok i Woschod.
- 1965 – razem z innymi kosmonautami przygotowywał się do lotu statku kosmicznego Woschod 3. Pod koniec roku trenował w trzeciej (rezerwowej) załodze wspólnie z Władimirem Szatałowem.
- jesień 1966 – Artiuchin i inni kosmonauci przechodzili szkolenie w ramach programu „Zwiezda” (statek kosmiczny Sojuz typu 7K-WI o przeznaczeniu wojskowym).
- 1967 – styczeń 1970 – trenował w grupie kosmonautów przygotowujących się do lotu wokółksiężycowego na statkach kosmicznych „7K-Ł1” i „7K-OK”. Ostatecznie program lotów nie został zrealizowany.
- 1969-1970 – podczas lotu statków kosmicznych Sojuz 6, Sojuz 7 i Sojuz 8 oraz Sojuz 9 był operatorem łączności na statku „Kosmonauta Władimir Komarow”.
- 1970-1971 – był w grupie kosmonautów przygotowujących się do lotu w ramach programu „Kontakt” (przygotowania do załogowych misji księżycowych).
- 1971 – ponownie był operatorem łączności podczas misji Sojuz 10 i Sojuz 11 na statku „Akademik Siergiej Korolow”.
- 1971 – pod koniec roku został skierowany do programu wojskowej załogowej stacji kosmicznej Ałmaz, gdzie początkowo trenował w załodze z Anatolijem Fiodorowem, a później z Pawłem Popowiczem.
- kwiecień 1973 – razem z Pawłem Popowiczem był wyznaczony do lotu w pierwszej stałej załodze stacji kosmicznej Ałmaz (ОПС-101 «Алмаз»). Niestety kilkanaście dni po starcie stacja uległa dehermetyzacji i wszystkie loty załogowe w jej kierunku zostały odwołane. Nieczynna stacja otrzymała oficjalnie nazwę Salut 2.
- sierpień 1973 – rozpoczął przygotowania do lotu na pokładzie drugiej stacji kosmicznej typu Ałmaz (ОПС-101-2 «Алмаз»). Podobnie jak poprzednio – razem z Pawłem Popowiczem mieli stanowić pierwszą stałą załogę tej stacji.
- 3-19 lipca 1974 – uczestniczył w locie kosmicznym na pokładzie statku Sojuz 14 oraz stacji kosmicznej Salut 3 (ОПС-101-2 «Алмаз»).
- 1975-1979 – z grupą innych kosmonautów kontynuował szkolenie do lotu w ramach wojskowego programu Ałmaz. Od 1977 trenował w załodze razem z Władimirem Kozielskim w ramach doświadczalnego programu lotu na statku kosmicznym TKS – transportowy statek dostawczy (ТКС – Траспортный корабль снабжения). W 1981 statki TKS miały cumować do stacji kosmicznej Ałmaz 4. Artiuchin i Kozielski tworzyli załogę dublerów lotu TKS 1 i podstawową załogę TKS 2. Obaj byli również w drugiej załodze misji TKS 2 i TKS 3, podczas których statek miał przycumować do stacji kosmicznej Salut 7. Ostatecznie wspomniane trzy statki użyte zostały w wersji bezzałogowej. TKS 1 jako Kosmos 1267 połączył się ze stacją Salut 6, a TKS 2 i TKS 3 jako statki Kosmos 1443 i Kosmos 1686 połączyły się ze stacją Salut 7. W 1982 – prace nad stacją orbitalną Ałmaz oraz statkiem TKS zostały przerwane. Tym samym odwołano wszystkie zaplanowane loty.
- 26 stycznia 1982 – z uwagi na wiek odszedł z korpusu kosmonautów Sił Powietrznych ZSRR.
- 1982-1987 – po opuszczeniu oddziału kosmonautów służył w Centrum Wyszkolenia Kosmonautów im. J. Gagarina. Pełnił funkcję zastępcy naczelnika Wydziału ds. naukowo-badawczych.

## Loty załogowe
- „Sojuz 14”

3 lipca 1974 Jurij Artiuchin (inżynier pokładowy) oraz Pawło Popowicz (dowódca) wystartowali w kosmos na pokładzie statku Sojuz 14. Obaj kosmonauci mieli dotrzeć na pokład wystrzelonej wcześniej stacji kosmicznej Salut 3 i przeprowadzić na niej badania oraz eksperymenty. Taka była oficjalna wersja ogłoszona wówczas przez władze radzieckie. W rzeczywistości stacja Salut 3 była wojskową stacją kosmiczną zbudowaną w ramach programu Ałmaz. Podczas misji sprawdzano m.in. jakie cele wojskowe można realizować podczas lotów załogowych oraz wykonano cały szereg zadań o charakterze wywiadowczym. Poza tym załoga przetestowała wyposażenie stacji i wykonała eksperymenty z dziedziny medycyny i biologii. W celu zniwelowania wpływy stanu nieważkości na organizm ludzki kosmonauci przez dwie godziny dziennie wykonywali ćwiczenia fizyczne. 19 lipca 1974 statek Sojuz 14 pomyślnie wylądował w odległości około 140 km od miejscowości Żezkazgan. Załoga ukończyła lot w zdecydowanie lepszej kondycji niż załoga Sojuza 9 w 1970, która nie realizowała takiego programu ćwiczeń, ponieważ Popowicz i Artiuchin mogli opuścić kapsułę Sojuza 14 o własnych siłach.

## Po opuszczeniu oddziału kosmonautów
Od maja 1988 w Zjednoczeniu Naukowo-Przemysłowym Mołnia (НПО „Молния”) został naczelnikiem działu zajmującego się matematycznym zabezpieczeniem symulatora wahadłowca Buran. W maju 1992 przeszedł na emeryturę.
Zmarł w Gwiezdnym Miasteczku 4 sierpnia 1998, po długiej chorobie.

## Nagrody i odznaczenia
- tytuł Bohatera Związku Radzieckiego i medal „Złotej Gwiazdy” (1974)
- Order Lenina (1974)
- Medal „Za ochronę granic państwowych” (1977)
- Order Czerwonej Gwiazdy (1980)
- dyplom FAI im. W. M. Komarowa
- Universal Astronaut Insignia za lot orbitalny (nr 71, pośmiertnie) – Stowarzyszenie Uczestników Lotów Kosmicznych (Association of Space Explorers(inne języki))[1]

## Wykaz lotów
| Loty kosmiczne, w których uczestniczył Jurij P. Artiuchin                | Loty kosmiczne, w których uczestniczył Jurij P. Artiuchin | Loty kosmiczne, w których uczestniczył Jurij P. Artiuchin | Loty kosmiczne, w których uczestniczył Jurij P. Artiuchin | Loty kosmiczne, w których uczestniczył Jurij P. Artiuchin | Loty kosmiczne, w których uczestniczył Jurij P. Artiuchin |
| №                                                                        | Data startu                                               | Data lądowania                                            | Statek kosmiczny                                          | Funkcja                                                   | Czas trwania                                              |
| ------------------------------------------------------------------------ | --------------------------------------------------------- | --------------------------------------------------------- | --------------------------------------------------------- | --------------------------------------------------------- | --------------------------------------------------------- |
| 1                                                                        | 03.07.1974                                                | 19.07.1974                                                | «Sojuz 14»                                                | Inżynier pokładowy                                        | 15 dni 17 godzin 30 minut i 28 sekund.                    |
| Łączny czas spędzony w kosmosie – 15 dni 17 godzin 30 minut i 28 sekund. |                                                           |                                                           |                                                           |                                                           |                                                           |